# أنطونيو أزيفيدو
أنطونيو أزيفيدو (بالبرتغالية: Antônio Azevedo‏) (مواليد 30 مايو 1955) هو سبّاح برازيلي، مثّل بلاده في الألعاب الأولمبية الصيفية 1972.

## روابط خارجية
أنطونيو أزيفيدو على موقع أوليمبيديا (الإنجليزية)